# 第巴
第巴（藏語：སྡེ་པ་，威利转写：sde-pa），又称第悉（藏語：སྡེ་སྲིད་，威利转写：sde-srid），一译第司、牒巴，藏语中酋长、头目、首领的意思。
明朝特指帕竹政权的阐化王。清朝前期，和硕特蒙古固始汗和他的继任者商同达赖喇嘛任命第巴，作为甘丹颇章的执政者。共八任：索南群培、陈列嘉措、罗桑图道、罗桑金巴、桑结嘉措、阿旺仁钦、隆素巴、达孜巴。1721年，清朝改设噶伦执政，废除第巴政权。达赖、班禅属下的执事官和地方官也有称为第巴。